# Rutas de América
Rutas de América é uma competição de ciclismo de estrada que decorre anualmente em Fevereiro no Uruguai. Entre 2009 e 2012 fez parte do UCI America Tour, como evento de classe 2.2, mas desde então é realizada apenas como uma prova nacional, sem contar pontos para o ranking da UCI.

## Vencedores
| Ano  | Vencedor             |
| ---- | -------------------- |
| 1972 | Luis Alberto Sosa    |
| 1973 | Carlos Alcántara     |
| 1974 | Waldemar Pedrazzi    |
| 1975 | Néstor Danilo Berti  |
| 1976 | Ramón Cañete         |
| 1977 | Ricardo Rondán       |
| 1978 | Carlos Alcántara     |
| 1979 | Víctor Hugo González |
| 1980 | Carlos Alcántara     |
| 1981 | José Rossello        |
| 1982 | Federico Moreira     |
| 1983 | Pedro Paiz           |
| 1984 | José Asconeguy       |
| 1985 | Ricardo Rondán       |
| 1986 | Wanderley Magalhães  |
| 1987 | Marcos Mazzaron      |
| 1988 | Federico Moreira     |
| 1989 | Eduardo Trillini     |
| 1990 | José María Orlando   |
| 1991 | Pablo Elisalde       |
| 1992 | Gustavo Artacho      |
| 1993 | Pablo Elisalde       |
| 1994 | Sergio Tesitore      |
| 1995 | Gustavo Figueredo    |
| 1996 | Sven Teutenberg      |
| 1997 | Federico Moreira     |
| 1998 | Milton Wynants       |
| 1999 | Emilio Carricondo    |
| 2000 | Gustavo Figueredo    |
| 2001 | Javier Gómez         |
| 2002 | Héctor Morales       |
| 2003 | Miguel Direna        |
| 2004 | Matías Medici        |
| 2005 | Matías Medici        |
| 2006 | Eleno Rodríguez      |
| 2007 | Milton Wynants       |
| 2008 | Christian Villanueva |
| 2009 | Hernán Cline         |
| 2010 | Hernán Cline         |
| 2011 | Jorge Soto           |
| 2012 | Jorge Soto           |
| 2013 | Laureano Rosas       |
| 2014 | Héctor Aguilar       |
| 2015 | Néstor Pías          |